# Draft de la NBA Development League

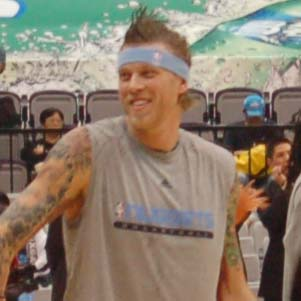
Chris Andersen fue el primer jugador en ser elegido número 1 del draft, en 2001.

El Draft de la NBA Development League es el procedimiento por el cual, antes del comienzo de una temporada, las franquicias que forman parte de esta liga de baloncesto estadounidense incorporan a sus equipos jugadores procedentes de las universidades norteamericanas o de las ligas de otros países. Para que los jugadores puedan acceder al mismo, deben firmar un contrato previo con la liga. Deben haber cumplido los 18 años de edad, que no hayan asistido a la universidad en la temporada precedente y que hayan conseguido graduarse en el instituto, o al menos pertenecer al curso al que le correspondería graduarse ese año.
Ningún jugador de los elegidos en la primera posición en el draft ha conseguido hasta el momento ganar el premio del MVP de la NBA Development League, ni tampoco ha sido ninguno elegido como Rookie del Año. Cinco jugadores han jugado en al menos una ocasión en el NBA Development League All-Star Game: Andre Barrett, Eddie Gill, Chris Richard, Carlos Powell (dos veces) y Nick Fazekas.
El primer All-Star Game no se celebró hasta la temporada 2006–07, lo que hizo que las posibilidades de jugadores como Mikki Moore en jugar uno de esos partidos fueran remotas. Moore fue elegido Mejor Defensor de la NBA Development League e incluido en el Mejor quinteto de la temporada en 2002–03. Fazekas, la primera elección en 2010, y Powell, la primera del 2009, tenían ambos experiencia previa en la liga antes de sus elecciones. En 2007–08, Fazekas jugó en los Tulsa 66ers mientras que Powell lo hacía en los Dakota Wizards, siendo elegidos ambos para el All-Star esa temporada.

## Claves
|                      | Denota jugador que ha sido elegido en al menos un NBA Development League All-Star Game                                          |
|                      | Denota jugador que ha sido elegido en al menos un NBA Development League All-Star Game y también elegidos en el Draft de la NBA |
|                      | Denotes jugador que ha sido elegido también en el Draft de la NBA                                                               |
| Jugador (en cursiva) | Rookie del Año |
| PPP                  | Puntos por partido |
| RPP                  | Rebotes por partido |
| APP                  | Asistencias por partido |

## Lista de las primeras elecciones
| Draft | Elegido por              | Jugador           | Nacionalidad   | Universidad/Club                 | PPP  | RPP  | APP | Ref.          |
| ----- | ------------------------ | ----------------- | -------------- | -------------------------------- | ---- | ---- | --- | ------------- |
| 2001  | Fayetteville Patriots    | Chris Andersen    | Estados Unidos | Blinn CC (Brenham, TX)           | 4,7  | 3,7  | 0,3 | [ 1 ] [ 11 ]  |
| 2002  | Roanoke Dazzle           | Mikki Moore       | Estados Unidos | Detroit Pistons                  | 16,0 | 8,4  | 2,5 | [ 10 ] [ 12 ] |
| 2003  | Huntsville Flight        | Ken Johnson       | Estados Unidos | Miami Heat                       | 8,5  | 4,9  | 0,9 | [ 13 ] [ 14 ] |
| 2004  | Columbus Riverdragons    | Ricky Minard      | Estados Unidos | Morehead State (Morehead, KY)    | 16,6 | 4,3  | 3,1 | [ 15 ] [ 16 ] |
| 2005  | Florida Flame            | Andre Barrett     | Estados Unidos | Orlando Magic                    | 17,0 | 3,5  | 6,6 | [ 17 ] [ 18 ] |
| 2006  | Anaheim Arsenal          | Corsley Edwards   | Estados Unidos | CB Granada (España)              | 14,2 | 7,5  | 0,4 | [ 19 ] [ 20 ] |
| 2007  | Colorado 14ers           | Eddie Gill        | Estados Unidos | MBC Dinamo Moscú (Rusia)         | 18,0 | 5,1  | 8,5 | [ 21 ] [ 22 ] |
| 2008  | Tulsa 66ers              | Chris Richard     | Estados Unidos | Florida Gators                   | 12,0 | 8,2  | 1,7 | [ 23 ] [ 24 ] |
| 2009  | Albuquerque Thunderbirds | Carlos Powell     | Estados Unidos | Inchon ET Land (Corea del sur)   | 22,1 | 5,0  | 5,0 | [ 25 ] [ 26 ] |
| 2010  | Reno Bighorns            | Nick Fazekas      | Estados Unidos | JDA Dijon (Francia)              | -    | -    | -   | [ 27 ]        |
| 2011  | Los Angeles D-Fenders    | Jamaal Tinsley    | Estados Unidos | Memphis Grizzlies                | 9.9  | 3.1  | 7.6 | [ 28 ]        |
| 2012  | Fort Wayne Mad Ants      | JaJuan Johnson    | Estados Unidos | Boston Celtics                   | 11.6 | 11.2 | 0.8 | [ 29 ]        |
| 2013  | Tulsa 66ers              | Grant Jerrett     | Estados Unidos | Arizona (Tucson, AZ)             | 15.1 | 6.1  | 0.7 | [ 30 ]        |
| 2014  | Grand Rapids Drive       | Robert Covington  | Estados Unidos | Rio Grande Valley Vipers         | N/A  | N/A  | N/A | [ 31 ]        |
| 2015  | Idaho Stampede           | Jeff Ayres        | Estados Unidos | San Antonio Spurs                | 16.2 | 9.5  | 2.2 | [ 32 ]        |
| 2016  | Erie Bayhawks            | Anthony Brown     | Estados Unidos | Los Angeles D-Fenders            | 20.3 | 5.4  | 3.1 | [ 33 ]        |
| 2017  | Northern Arizona Suns    | Eric Stuteville   | Estados Unidos | Sacramento State                 | 5.1  | 2.4  | 0.5 | [ 34 ]        |
| 2018  | Salt Lake City Stars     | Willie Reed       | Estados Unidos | Detroit Pistons                  | 20.0 | 11.2 | 1.5 | [ 35 ]        |
| 2019  | Northern Arizona Suns    | Anthony Lawrence  | Estados Unidos | Miami Hurricanes                 | 8.9  | 3.9  | 2.4 | [ 36 ]        |
| 2020  | Greensboro Swarm         | Admiral Schofield | Estados Unidos | Washington Wizards               | 10.1 | 5.7  | 2.1 | [ 37 ]        |
| 2021  | Delaware Blue Coats      | Shamorie Ponds    | Estados Unidos | OKK Spars (Bosnia y Herzegovina) | 13.5 | 5.5  | 5.5 | [ 38 ]        |
| 2022  | Cleveland Charge         | Sam Merrill       | Estados Unidos | Memphis Grizzlies                | 18.4 | 3.4  | 2.6 | [ 39 ]        |
| 2023  | Texas Legends            | Jack White        | Estados Unidos | Memphis Grizzlies                | 9.1  | 6.1  | 1.8 | [ 40 ]        |
| 2024  | Westchester Knicks       | Matt Ryan         | Estados Unidos | New Orleans Pelicans             |      |      |     | [ 41 ]        |